# Rochňovec
Lovecký zámeček a samota Rochňovec se nachází při řece Doubravě a nedaleko rybníka Stavenov, asi 2,5 km od Chotěboře, směrem na Hranice. V současné době je spolu s okolními stavbami v majetku společnosti STATEK DOUBRAVKA s.r.o.

## Historie
Už k roku 1787 je na místě zaniklé osady Rochňov uváděn mlýn s pilou. Až v roce 1812 nechal Josef Jáchym Vančura z Řehnic nedaleko mlýna postavit jednoduchý lovecký zámeček. V roce 1892 se dostal do majetku Ludvíka Dobřenského z Dobřenic a v roce 1898 ho zdědil jeho synovec Jan Josef Dobřenský. K roku 1928 je jako majitel uváděn podnikatel Rudolf Janeček a v té době se ze zámečku stala vila, resp. tzv. podnikatelský zámeček. Kolem roku 1932 se dostal do majetku architekta Grégra a v roce 1946 jej odkoupil podnikatel Antonín Blecha. Nicméně v jeho majetku zůstal pouze necelé 2 roky a následně se ocitl v majetku Státního statku Čáslav. V letech 1960–1970 jej využíval Státní statek Chotěboř. Od roku 1970 byl v majetku Státního podniku Tesla Vrchlabí, který zde vybudoval rekreační středisko. V této době se úpravy nevyhnuly ani zámečku. Po roce 1989 byl zámeček navrácen rodině Blechů, nicméně Olga Blechová Matušková ho prodala společnosti STATEK DOUBRAVKA s.r.o., který jej dlouhá nevyužíval. Ve společnosti působí i Jan Nepomuk Dobrzenský, potomek šlechtického rodu Dobřenských, v jehož vlastnictví je i nedaleký chotěbořský zámek. V současné době na zámečku pobývá alespoň správce objektu.
V červenci 2012 došlo do vloupání do objektu zámečku, který v té době procházel rekonstrukcí. Při vloupání došlo k poškození barokní dekorace krbu a stolu z 60. let 19. století.